# Rancho (Portugal)
O rancho é um grupo de dança e música folclórica portuguesa.